# Khovanshchina

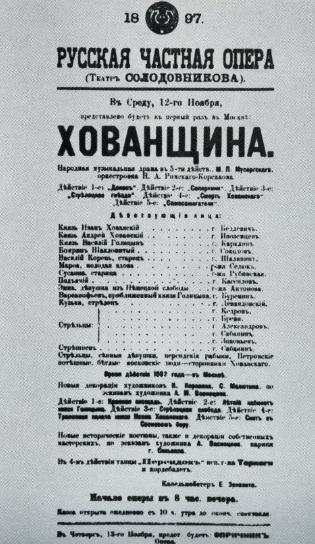

Khovanshchina (tiếng Nga: Хованщина) là vở opera 5 màn của nhà soạn nhạc người Nga Modest Mussorgsky. Ông đã phối hợp với Vladimir Stasov viết lời cho tác phẩm. Tuy nhiên, Mussorgsky đã không hoàn thành tác phẩm, sau đó Nikolay Rimsky-Korsakov hoàn chỉnh và phối nhạc. Tác phẩm được trình diễn lần đầu tiên vào năm 1886 tại Sankt Petersburg, Nga. Tiếp theo là tại Paris, Pháp vào năm 1913 với phiên bản đã được Igor Stravinsky và Maurice Ravel chỉnh sửa. Sau này đến lượt Dmitri Shostakovich bổ sung thêm. Phiên bản này trình diễn lần đầu tiên tại Leningrad vào năm 1960. Có lẽ Khovanshchina là một trong những vở opera được chỉnh sửa nhiều nhất kể từ khi ra đời.